# BM-13
BM-13(러시아어: БМ-13)은 제2차 세계 대전 당시 소련이 개발한 다연장 로켓 발사 트럭으로, 여러 다연장 로켓 발사 트럭 중 소련이 가장 많이 생산한 시리즈이다. 일반적으로 카튜샤(러시아어: Катюша)로 많이 알려져 있으며, 독일군은 무기 고유의 독특한 소리 때문에 "스탈린의 오르간"이라는 별명을 붙여주기도 했다.

## 역사
1930년대 소련에서 공대공 미사일인 RS-82와 공대지 미사일인 RS-132를 개발하면서 BM-13에 장착된 다연장 로켓도 만들어졌다. 1939년 제3시설에서 ZIS-5의 차체를 기반으로 한 132mm M-13 다연장 로켓 발사대와 지상 발사용 MU-1을 개발했다. 또한 1939년, 발사대를 16개로 늘려 화력을 보강한 MU-2가 개발되어 BM-13의 발사대로 채택되었다. 발사대 설치와 이에 대응하는 포탄 제작은 1939년 소규모로 진행되고 있었다. 처음 BM-13의 제작을 맡은 곳은 보로네츠에 위치한 코민테른 공장이었다. 보로네츠 코민테른 공장에서 8대가 생산되었고 1941년 6월부터 모스크바의 콤프레서 공장에서 생산이 시작되었고, 1941년 9월에는 레닌그라드의 카를 마르크스 공장에서도 생산이 시작되었다. 1941년 당시 BM-13의 주요 차체는 ZIS-5와 ZIS-6였다. 1941년 10월부터는 T-60 경전차와 STZ-5 트랙터의 차체로도 BM-13을 제작하기 시작했다. STZ-5의 예비 보유량이 다 떨어지자 STZ-5를 활용한 BM-13 생산이 중단되었다. 이 외에도 모스크바에 있는 소련 NII-3 NKB에서 6대가 생산되었고, 세바스토폴에서도 1대가 시험을 위해 생산되었다. 1941년 첫 시험용 BM-13 7대가 모스크바 군구에서 첫 포병대대로 편성되었다.
1941년 7월부터 10월 15일까지 BM-13의 차체는 ZIS-6였지만, M-13의 계열형인 M-13-16의 경우 1943년 6월까지 다양한 차체를 사용했다. 1942년부터 미국, 캐나다, 영국으로부터 무기대여법에 따라 다양한 트럭이 들어왔다. 소련은 무기대여법 이후 미국제 스튜드베이커 US6, GMC CCKW 6륜구동 2.5톤 트럭, M5 반궤도 트럭, 마먼해링턴 NN6-SOE4, 셰보레 G506, 캐나다제 더지 T203, 영국제 베드포드 OYD와 포드슨 WOT, 오스틴 K-6A와 같은 차량들을 사용했다. 1943년 4월에는 스튜드베이커 US6의 차체에 기반한 BM-13N이 만들어지기도 했다. 1941년부터 1945년까지, BM-13을 생산하는데 총 3,374대의 차체가 이용되었으며, 그 중 스튜드베이커 US6가 1,845대로 전체 차체의 54.7%를 차지했고 ZIS-6가 372대로 11%를 차지했으며 기타 차량들이 1,157대로 전체 차량 중 34.3%를 차지했다.
러시아 측 자료에 따르면, M-13과 M-8을 지속적으로 생산하는 동안 이 둘의 차체를 분류해서 생산했는 지에 대해서는 아직 발견할 수 없다. 1943년 초중반, 소련 공장들은 두 종류를 각각 1,659대와 1,671대 생산했다. 1944년에는 BM-8과 BM-13, 그리고 그 해 6월 소련 육군에 도입된 BM-31을 합쳐 총 1,288대를 생산했다. 1944년 후반에는 500대 미만의 BM-8과 900대 이상의 BM-13, 그리고 1,184대의 BM-31-12가 생산되었다. 1945년 5월까지 623대의 BM-31-12가 생산되었다. 독소전쟁 기간 동안 10,737대의 다연장 로켓이 생산되었는데, 이 중 BM-13가 6,844대 생산되었다.
한편 BM-13에 장착되는 포에도 개량을 거듭한 끝에 1942년 6월 132mm M-20 다연장 로켓이 개발되었다. BM-13의 제조 공장 수도 러시아 전역으로 확장되어, 첼랴빈스크, 예카테린부르크, 키로프, 펜자, 니즈니노브고로드, 하르키우, 모스크바 등지에서 생산되었다. 이에 따라 공장에서 제조에 변화가 생겼고, 이는 종합적인 상호 지원과 군인들의 훈련에 부정적인 영향을 미쳤다. 문제점을 해결하고자 블라디미르 바르딘의 감독 하에 1943년 컴프레서 공장에서 16대의 발사대를 갖춘 통일된 표준형 BM-13N을 개발했다. 1944년 4월부터는 BM-13을 위한 더 안정적인 받침대가 달린 "M-13UK"가 개발되었고, 1944년 10월에는 "M-13DD"가 개발되었다. 4개의 포탄 모두 BM-13과 BM-13N에 사용될 수 있었지만, M-13DD는 사용 이후 발사대가 타는 문제가 발생하였고 이를 해결하기 위해 10대의 발사대를 갖춘 M-13SN이 개발되었다.

## 별명
초기에, 비밀에 대한 우려로 카튜사의 군사 지명이 이를 운용하는 병사들에게 알려지지 않았다. 병사들은 RNII의 수장이었던 "A. 코스티코프"의 이름을 따서 코스티코프포와 같은 이름으로 불렀고, 마침내 "보위대 박격포"라는 이름으로 분류되었다. "BM-13"이라는 명칭은 1942년의 기밀 문서에만 쓰일 수 있었으며, 전쟁이 끝난 이후에도 기밀이었다.
보로네츠 코민테른 공장에서 유래한 "K"가 새겨져 있었기 때문에, 붉은 군대는 미하일 이사코프스키의 유명한 전시 노래 "카튜샤"를 별명으로 채택했다. 카튜사는 "케이티" (Katie)의 러시아어화된 단어였으며, 캐서린의 지소사였다. 예카테리나라는 명칭도 "카티야"라는 지소사로 불렸고, "카티야"라는 이름은 다시 더욱 애정을 담은 지소사 "카튜샤"가 되었다.
독일군은 BM-13을 소련의 지도자 이오시프 스탈린의 이름을 따서 "스탈린의 오르간"(Stalinorgel)이라고 불렀다. 이는 BM-13의 발사대가 파이프 오르간과 시각적으로 비슷했고, 심리전의 측면과 더불어 독일군을 두려움에 떨게 만들었던 독특한 발사소리 때문이었다. 이러한 종류의 무기들은 덴마크 (Stalinorgel), 핀란드 (Stalinin urut), 프랑스 (orgue de Staline), 노르웨이 (Stalinorgel), 네덜란드 및 벨기에 (Stalinorgel), 헝가리 (Sztálinorgona), 스페인 및 스페인어권 국가들 (Órganos de Stalin), 그리고 스웨덴 (Stalinorgel) 등지에서도 같은 이름으로 불렸다.

## 계열

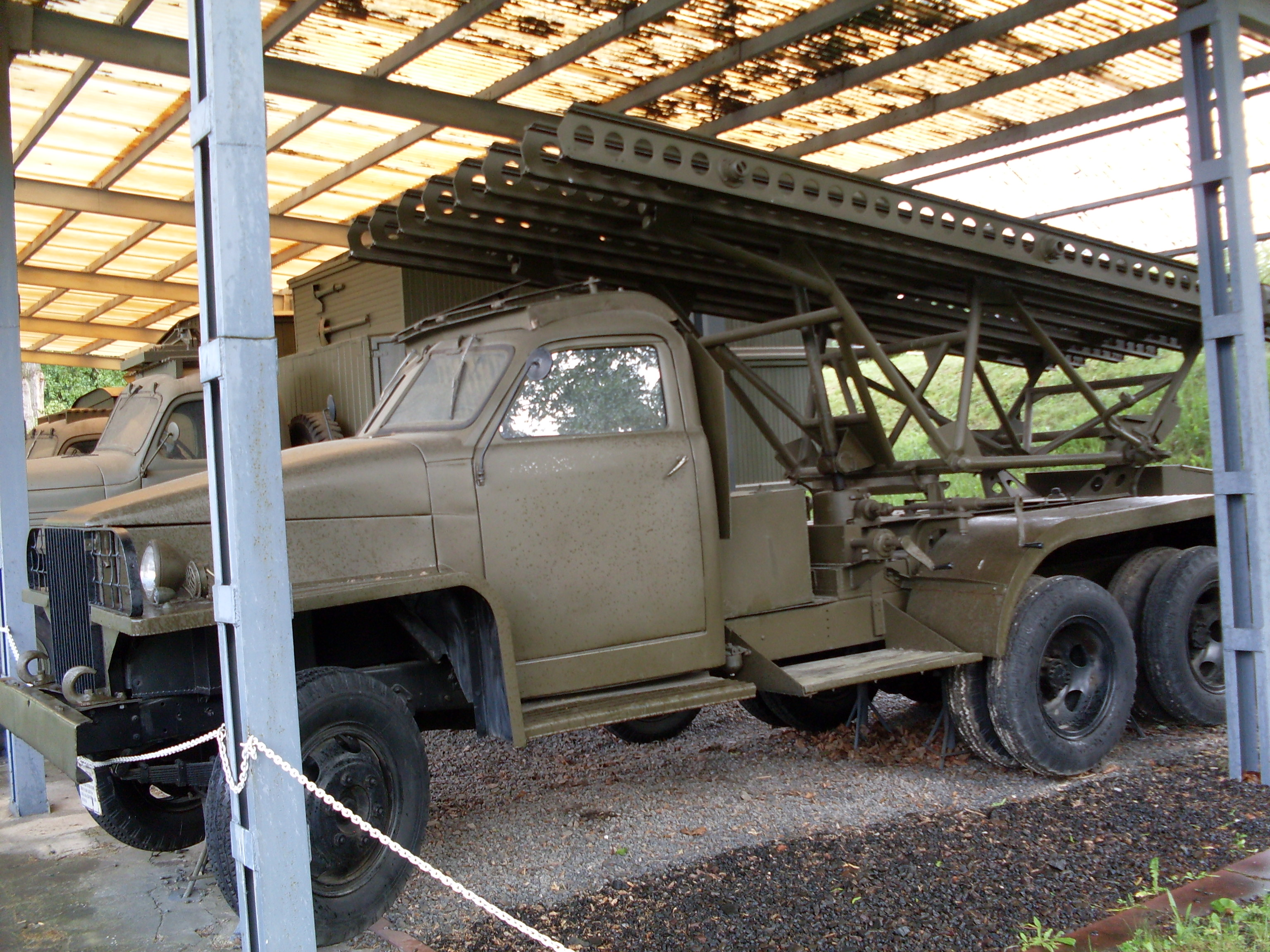
BM-13 차체에 기반을 둔 BM-13N.

- BM-13N: 스튜드베이커 US6 차체에 기반을 둔 기본 변형. 1948년부터는 ZIS-150 차체 사용
- BM-13NN: 첫 현대화 작업을 거친 차량으로 1949년 도입. ZIS-151 차체 사용
- BM-13NM: 1957년 도입된 두 번째 현대화 차량. ZIL-157 차체 사용.
- BM-13NMM: 1966년 도입된 세 번째 현대화 차량. ZIL-131 차체 사용
- BM-13-16: 기존 BM-13 중 발사대가 16개 달린 포탑을 단 차량. 제2차 세계 대전 때 사용

## 운용

### 6.25 전쟁
BM-13은 6.25 전쟁 당시 중국인민지원군이 널리 사용했다. 특히 BM-13의 대량 사용은 1952년 10월 30일 시작된 삼각고지 전투에서 중국군의 반격에 크게 기여했다. 이날 인민지원 제15군단은 전쟁 중 가장 큰 규모의 포격 작전을 개시했는데, 133문의 대구경 포와 22대의 BM-13, 30문의 120mm 중박격포를 유엔군에 발포했다.

### 인도차이나
제1차 인도차이나 전쟁 당시 비엣민이 프랑스 극동원정군을 상대로 1954년 디엔비엔푸 전투에서 BM-13을 사용했다.

## 사용 국가

### 현재 사용국
- 캄보디아 - 2019년 기준 약간의 BM-13-16 보유[23]

### 옛 사용국
- 러시아 - 2019년 기준으로 100대 보유[24]
- 중화인민공화국
- 페루
- 알바니아
- 이라크
- 시리아
- 이집트
- 쿠바
- 조선민주주의인민공화국
- 알제리
- 몽골 인민공화국
- 바르샤바 조약 기구 회원국
- 아프가니스탄 왕국